# Julius Gottheil

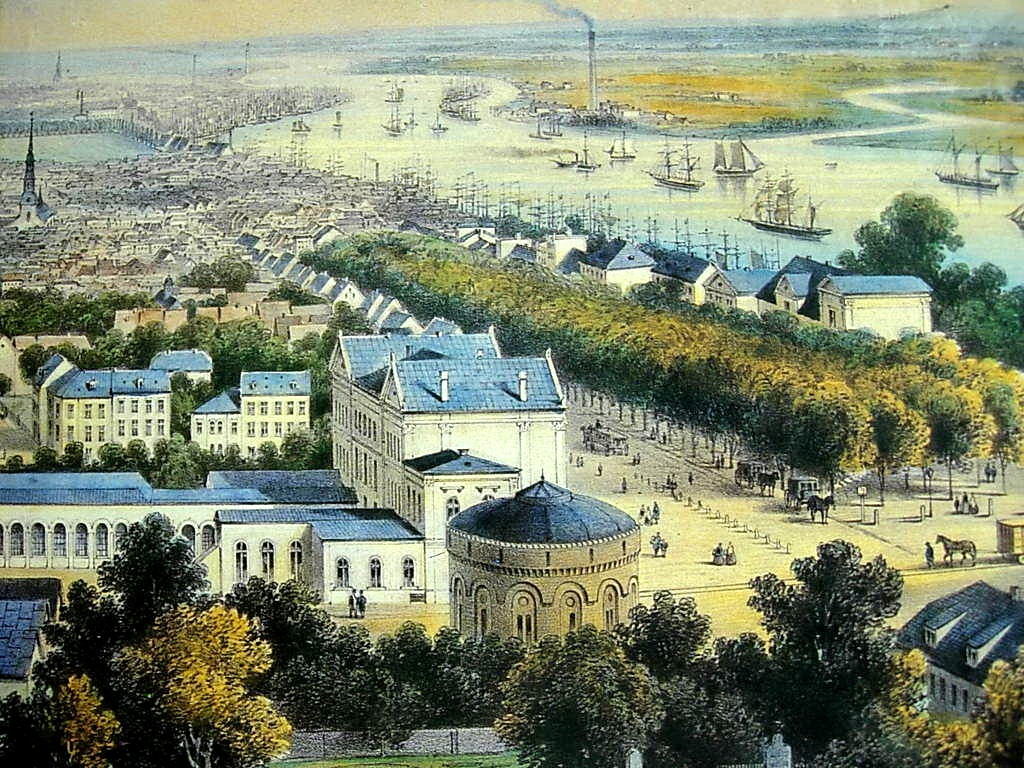
Gottheil: Blick über Altona

Julius Gottheil (* 18. Juni 1810 in Lissa/Posen; † 8. Dezember 1868 in Königsberg) war ein deutscher Zeichner, Lithograph, Fotograf, Schausteller und Maler.

## Leben
Gottheil war der Sohn des Kaufmanns Simon Raphael Gottheil und der Helene Mathilde Fischel Gottheil (geborene Meyer). Ende der 1820er Jahre ließ er sich in Danzig nieder. Dort wurde Gottheil 1831 getauft. Seine erste bekannte datierte Arbeit ist eine Ansicht der Königshöhe bei Zoppot (nach eigener Zeichnung) von 1829. Es sind in seiner Danziger Zeit überwiegend lithographische Ansichten, die er seit etwa 1840 in seiner eigenen Druckerei Lithographisches Institut von Julius Gottheil in Danzig, Langemarkt vervielfältigte. Gemälde und Aquarelle sind dagegen nur in geringer Zahl bekannt. Auf Kunstvereinsausstellungen in Danzig (ab 1836) und Königsberg (1845) wurden Zeichnungen von ihm aus Süddeutschland, der Schweiz, Italien, Griechenland und Konstantinopel gezeigt. Seit den Jahren um 1840 publizierte er vermehrt Alben und Ansichtenwerke mit Landschafts- und Stadtansichten. Ab 1843 bestand die Druckerei in der Langgasse 2000.
1850 zog er mit seiner Familie nach Hamburg um, wo Bernhard Salomon Behrendsohn bis 1857 viele seiner Ansichten verlegte. So erschienen neben Einzelblättern weitere Mappen und Serien mit Ansichten aus norddeutschen Städten und Regionen, jetzt überwiegend Stahlstiche nach seinen Zeichnungen. Andere Ansichten und Ereignisbilder wurden nach seinen Vorzeichnungen in illustrierten Zeitschriften als Holzstiche veröffentlicht, zum Teil erst posthum. Daneben trat er als Vortragskünstler auf, berichtete von seinen Reisen nach England, der Schweiz, Italien und Ägypten, über Astronomie und begleitete dies mit Nebelbildern und anderen Projektionen.
1862 ging Gottheil über Berlin nach Danzig zurück. Mit seinem Sohn Richard Theodor Gottheil (1839–1877) gründete er 1864 ein Fotoatelier in Danzig. 1865 zog Gottheil nach Königsberg. Dort gründete er 1866 auf der Münzstraße 6 mit seinem Sohn Louis Emil Gottheil (1844–1919) das Fotoatelier Gottheil & Sohn. Beide Ateliers bestanden bis zum Ende des Zweiten Weltkrieges.
Gottheil hatte drei Töchter und sieben Söhne.

## Werke
Das Werkverzeichnis listet nur die Serien nach seinen Zeichnungen auf, auf die vielen Einzelblätter wird hier verzichtet (siehe Lit. Articus).
- 24 Ansichten der vorzüglichsten Orte und Gegenden Ost- und Westpreussens. 1837–1842.
- Sechs kleine Ansichten von Danzig. um 1840.
- Danziger Lokalskizzen. um 1845.
- Hamburg in seiner gegenwärtigen Gestalt und seine reizende Umgebung. 1854–1856.
- Mecklenburgisches Album. 1856.
- Brandenburgisches Album. 1856–1857. (Website Brandenburgisches Album mit 60 Stahlstichen)
- Album von Stettin. 1858.
- Schleswig-Holstein. Album der vorzüglichsten Ortschaften der beiden Herzogtümer. 1861.
- 12 Bremer Ansichten. um 1863.